# Веридба од 90 дана
Веридба од 90 дана (енгл. 90 Day Fiancé) америчка је ријалити-телевизијска емисија коју приказује TLC. Прати парове који су се пријавили да добију или добили К-1 визу, доступну искључиво странцима вереним за америчке грађане, који потом имају 90 дана да се венчају. Премијерно је приказана 12. јануара 2014. године и до сада има 9 сезона.
Серија је изродила шеснаест других емисија, укључујући Веридба од 90 дана: Заувек срећни, која прати парове Веридбе од 90 дана након њиховог венчања; Веридба од 90 дана: Пре 90 дана, која прати парове који су се упознали преко интернета али још увек нису започели процес добијања К-1 визе; и Веридба од 90 дана: Са друге стране, у ком се партнер из Америке сели у државу свог партнера, уместо обрнуто.

## Радња
Емисија је заснована на процесу добијања К-1 визе. Ова виза дозвољава веренику или вереници из стране државе да допутује у САД. Сврха К-1 визе је да омогући паровима време да организују венчање. Сваки пар је обавезан да потпише документа којима изричу намеру да се венчају, као део процеса за добијање визе. Уколико се не венчају у року од 90 дана, туђинац мора да напусти државу. Парови се неретко суочавају са језичким баријерама, културним шоком, стигмом сматрања да су „увезене младе” и скептицизмом пријатеља и породице.

## Учесници

### 1. сезона
- Рас и Паола (Russ and Paola)
- Алан и Кирлијам (Alan and Kirlyam)[2]
- Луис и Аја (Louis and Aya)
- Мајк и Азиза (Mike and Aziza)[3]

### 2. сезона
- Челси и Јамир (Chelsea and Yamir)[4]
- Данијел и Мухамед (Danielle and Mohamed)[5]
- Џастин и Евелин (Justin and Evelin)
- Брет и Даја (Brett and Daya)
- Џејсон и Касиа (Jason and Cássia)[6]
- Дени и Ејми (Danny and Amy)

### 3. сезона
- Марк и Ники (Mark and Nikki)[7]
- Лорен и Алексеј (Loren and Alexei)
- Кајл и Нун (Kyle and Noon)
- Мелани и Девар (Melanie and Devar)[8]
- Фернандо и Каролина (Fernando and Carolina)
- Џош и Александра (Josh and Aleksandra)

### 4. сезона
- Џорџ и Анфиса (Jorge and Anfisa)[9]
- Никол и Азан
- Наркјиа и Олулово (Narkyia and Olulowo)
- Мет и Аља (Matt and Alla)
- Шантел и Педро (Chantel and Pedro)

### 5. сезона
- Елизабет и Андреј (Elizabeth and Andrei)
- Евелин и Дејвид (Evelyn and David)
- Моли и Луис (Molly and Luis)[10]
- Дејвид и Ени
- Џош и Ајка (Josh and Aika)
- Никол и Азан

### 6. сезона
- Ешли и Џеј (Ashley and Jay)[11]
- Колт и Лариса (Colt and Larissa)
- Џонатан и Фернанда (Jonathan and Fernanda)
- Калани и Асуелу (Kalani and Asuelu)[12]
- Ерик и Лејда (Eric and Leida)
- Стивен и Олга (Steven and Olga)

### 7. сезона
- Емили и Саша (Emily and Sasha)
- Ана и Мурсел (Anna and Mursel)[13]
- Мајкл и Џулијана (Michael and Juliana)
- Тања и Сингин (Tania and Syngin)[14]
- Роберт и Ени
- Блејк и Џесмин (Blake and Jasmin)
- Мајк и Натали[15]
- Анђела и Мајкл (Angela and Michael)

### 8. сезона
- Ендру и Амира (Andrew and Amira)
- Брендон и Џулија (Brandon and Julia)
- Џови и Јара (Jovi and Yara)
- Мајк и Натали (Mike and Natalie)
- Ребека и Зијед (Rebecca and Zied)[16]
- Стефани и Рајан (Stephanie and Ryan)
- Тарик и Хејзел (Tarik and Hazel)

## Епизоде
| Сезона | Сезона | Епизоде | Епизоде | Оригинално емитовање | Оригинално емитовање |
| Сезона | Сезона | Епизоде | Епизоде | Премијера            | Финале               |
| ------ | ------ | ------- | ------- | -------------------- | -------------------- |
|        | 1.     | 6       | 6       | 12. јануар 2014.     | 23. фебруар 2014.    |
|        | 2.     | 12      | 12      | 19. октобар 2014.    | 28. децембар 2014.   |
|        | 3.     | 12      | 12      | 11. октобар 2015.    | 6. децембар 2015.    |
|        | 4.     | 14      | 14      | 11. септембар 2016.  | 20. новембар 2016.   |
|        | 5.     | 13      | 13      | 8. октобар 2017.     | 18. децембар 2017.   |
|        | 6.     | 13      | 13      | 21. октобар 2018.    | 13. јануар 2019.     |
|        | 7.     | 15      | 15      | 3. новембар 2019.    | 21. фебруар 2020.    |
|        | 8.     | 19      | 19      | 6. децембар 2020.    | 21. фебруар 2021.    |
|        | 9.     | 19      | 19      | 17. април 2022.      | 21. август 2022.     |
|        | 10.    | 20      | 20      | 8. октобар 2023.     | 10. март 2024.       |